# باشگاه ورزشی تام اصفهان
تیم فوتبال تام اصفهان یک تیم فوتبال قدیمی ایرانی می‌باشد؛ که ابتدا با نام صنعت فرش شناخته می‌شد درسال ۱۳۵۸ تشکیل وازهمان زمان‌های ابتدایی توسط تقی اعلایی و منوچهر اسلامی از نظر مالی اداره می‌شد. این تیم ابتدا در زمین‌های خاکی و قبل از انقلاب شروع به فعالیت کرد. از افتخارات این تیم می‌توان به کسب رتبهٔ سومی گروه ب در لیگ قدس ۶۹–۱۳۶۸ که در آن زمان بالاترین سطح لیگ فوتبال ایران بود، ۳ مرتبه قهرمانی باشگاه‌های استان اصفهان اشاره کرد؛ باشگاه تام نخستین تیمی بود که از استان اصفهان به لیگ برتر راه یافت ولی مدتی پس از آن به دلیل بروز مشکلات مالی بزرگ برای تیم تام، امتیاز آن به باشگاه سپاهان واگذار شد. این تیم بازیکنان مطرح زیادی به سطح اول فوتبال کشور معرفی نمود از جمله امیر فولادگر، رضا تاج، عباس سیمکانی، عباس سروری که از نامدارترین آنها احمدرضا عابدزاده دروازه‌بان افسانه‌ای تیم‌های ملی و استقلال و پرسپولیس می‌باشد که با این تیم به سطح اول فوتبال کشور معرفی شد. مربی تیم تام حسین چرخابی مربی اسبق سپاهان اصفهان بود. تیم تام اصفهان در سال ۱۳۶۱ در دیداری دوستانه با تیم تاج با نامدارانی هم چون مرحوم ناصر حجازی و پرویز مظلومی دیدار کرد.